# ТЭЦ Пнювек
ТЭЦ Пнювек (Pniówek) — теплоэлектроцентраль на юге Польши, расположенная примерно в сорока километрах к юго-западу от Катовиц.
В 1974 году рядом с селом Пнювек начала работу одноименная угольная шахта, для обеспечения потреб которой были установлены шесть водогрейных котлов: три газовых PWPg-5 и три угольных WR-25 (в середине 2010-х годов два из последних были модернизированы до менее мощного типа WR-10).
В 2000 году станцию преобразовали в ТЭЦ, для чего дополнили двумя генераторными установками мощностью 3,2 МВт и 3,7 МВт на основе двигателей внутреннего сгорания TBG 632V16 производства немецкой компании MWM Deutz. Они используют шахтный метан, получаемый во время дегазации подземных выработок.
По состоянию на вторую половину 2010-х годов действуют четыре генераторные установки общей электрической мощностью 14,3 МВт. Тепловая мощность станции составляет 72,3 МВт (при этом она уже имеет только один котел типа PWPg-5).
На данный момент ТЭЦ Пнювек работает отдельно от шахты, в составе активов энергетической группы TAURON.